# (3128) Obruchev
(3128) Obruchev es un asteroide perteneciente al cinturón de asteroides, descubierto el 23 de marzo de 1979 por Nikolái Stepánovich Chernyj desde el Observatorio Astrofísico de Crimea (República de Crimea).

## Designación y nombre
Designado provisionalmente como 1979 FJ2. Fue nombrado Obruchev en honor al geólogo y escritor soviético ruso Vladimir Obruchev.